# Kryterium Jermakowa
Kryterium Jermakowa – kryterium zbieżności szeregów liczbowych o wyrazach nieujemnych udowodnione przez W.P. Jermakowa.

## Twierdzenie
Niech {\displaystyle f\colon [1;\infty )\to \mathbb {R} } będzie nieujemną, malejącą funkcją ciągłą. Jeżeli dla dostatecznie dużych {\displaystyle x,} tj. {\displaystyle x\geqslant x_{0}} dla pewnego {\displaystyle x_{0},} spełniona jest nierówność
{\displaystyle {\frac {f(e^{x})\cdot e^{x}}{f(x)}}\leqslant q<1,}
to szereg
{\displaystyle \sum _{n=1}^{\infty }f(n)}
jest zbieżny. W przypadku gdy dla dostatecznie dużych {\displaystyle x} zachodzi nierówność
{\displaystyle {\frac {f(e^{x})\cdot e^{x}}{f(x)}}\geqslant 1,}
to szereg ten jest rozbieżny.

## Przykłady zastosowania
- Niech {\displaystyle r>0} oraz

{\displaystyle f(x)={\frac {1}{x\cdot \ln ^{1+r}(x)}}.}
Wówczas
{\displaystyle \lim _{x\to \infty }{\frac {f(e^{x})\cdot e^{x}}{f(x)}}=\lim _{x\to \infty }{\frac {\ln ^{1+r}(x)}{x^{r}}}=0,}
a więc dla dostatecznie dużych {\displaystyle x} wyrażenie to nie przekracza, na przykład, {\displaystyle q=1/2.} Oznacza to, że szereg
{\displaystyle \sum _{n=1}^{\infty }{\frac {1}{n\cdot \ln ^{1+r}(n)}}}
jest zbieżny.
- Niech

{\displaystyle f(x)={\frac {1}{x\cdot \ln x\cdot \ln \ln x}}.}
Wówczas
{\displaystyle \lim _{x\to \infty }{\frac {f(e^{x})\cdot e^{x}}{f(x)}}=\infty ,}
a więc dla dostatecznie dużych {\displaystyle x} wyrażenie to jest większe o {\displaystyle 1.} Oznacza to, że szereg
{\displaystyle \sum _{n=1}^{\infty }{\frac {1}{n\cdot \ln n\cdot \ln \ln n}}}
jest rozbieżny.